# Blanchegarde
Blanchegarde (o Blanche Garde, arabo: Tell es-Safi) era il nome dapprima di un castello fortificato, e successivamente di una signoria, costruito dal re di Gerusalemme Folco V d'Angiò nel 1142 allo scopo di garantire la sicurezza della Giudea nei confronti dell'Egitto. Difatti, la parte Sud-Occidentale della Giudea era sottoposta alle razzie degli Egiziani provenienti dalla cittadella di Ascalona. 
La fortezza si ergeva a metà strada tra Betlemme e Ascalona e completava la linea difensiva, composta dalle fortezze di Gibelinn (1136) e di Ibelin (1141).

## Storia

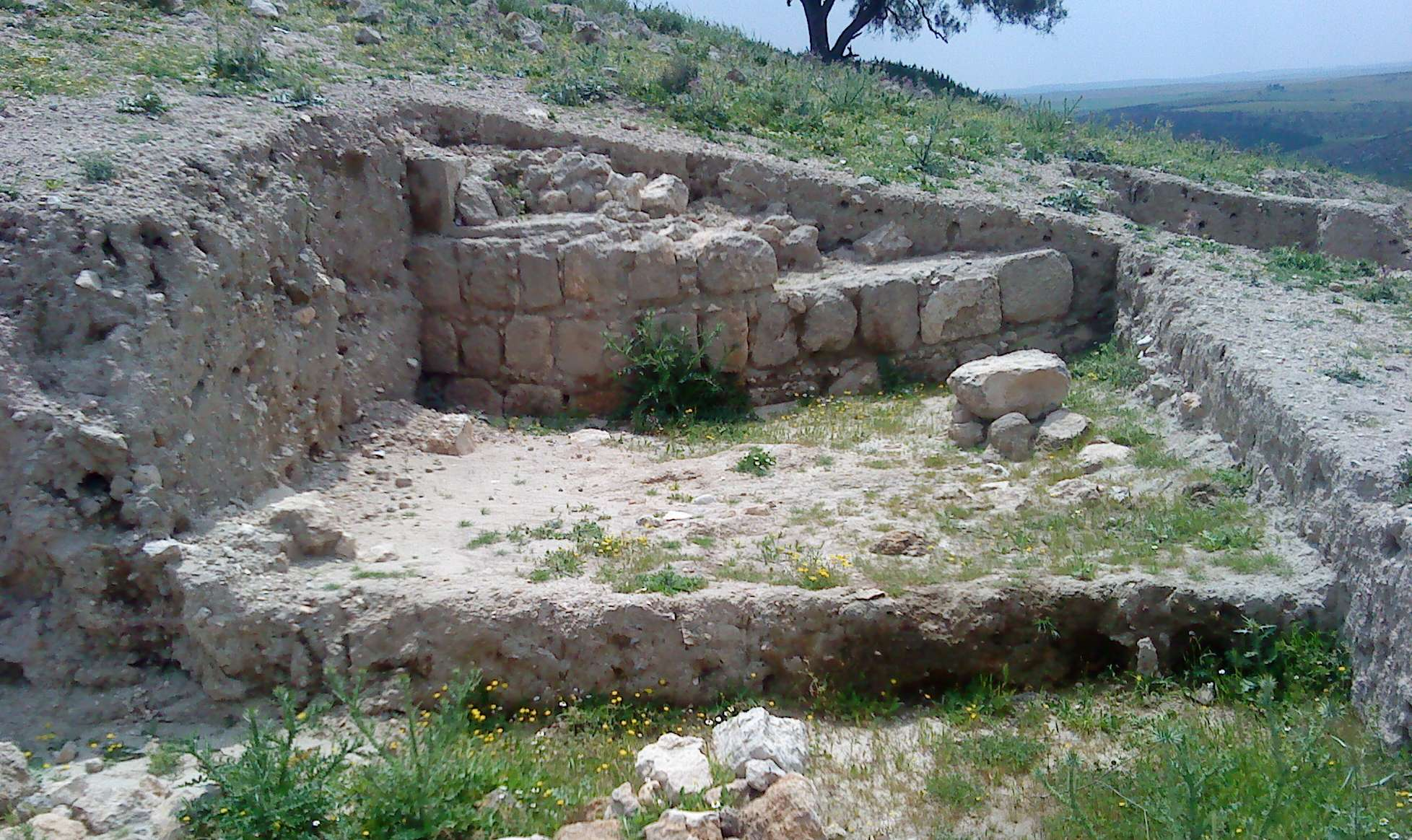
Resti della torre

Folco V d'Angiò decise di costruire una fortezza su una collina allora nota sotto il nome arabo di Tell es-Safi, dove circa due millenni prima vi era l'antica città filistea di Gat. Questa collina controllava il corridoio del Wadi el-Sant (valle delle mimose) e del Wadi al-Dahr (antica valle dei terebinti).
I cronisti delle Crociate tradussero questo nome con Mons Clarus, letteralmente "monte chiaro". Il castello divenne noto negli atti del Regno di Gerusalemme con i nomi latini di Alba Specula, Alba Custodia e, più spesso, sotto il nome francese Blanche Garde.
A dire dei cronisti franchi, la costruzione di questa fortificazione ebbe un effetto positivo riguardo la sicurezza della regione, favorendo pertanto l’insediamento durevole di una popolazione rurale. La fortezza divenne così il cuore di una signoria, assumendo anche le funzioni di centro amministrativo, economico e di riscossione di imposte e tasse, magazzino e base dell'organo di controllo delle popolazioni circostanti, delle tribù nomadi e dei briganti.
Blanche Garde rimase sotto l'amministrazione diretta del re di Gerusalemme, finché non fu annessa alla contea di Giaffa e Ascalona, quando quest'ultima fu assegnata ad Amalrico I di Gerusalemme. Il castello fu allora conferito a un certo Arnolfo.
Dopo la conquista di Ascalona nel 1153, il suo ruolo militare e strategico diminuì, ma la colonia franca non ridusse la sua attrattiva economica. Lo testimonia il fatto che la signoria ottenne, secondo l'Assise di Gerusalemme, il diritto di battere moneta.
Nel 1166 il signore di Beirut Gualtiero III di Brisebarre, vendette il suo feudo alla Corona al fine di pagare il riscatto di sua madre tenuta in ostaggio dai Musulmani. Il re, per compensare questa grande perdita, gli cedette il castello. Da allora, questo ramo del casato di Beirut prese il nome "de la Blanche Garde".
Come la maggior parte delle fortezze franche in Siria, Blanche Garde fu presa dal Saladino nel 1187 dopo la battaglia di Hattin, e fu demolita insieme alle costruzioni difensive di Ascalona, Gadres e Giaffa al fine di contrastare la riconquista del litorale palestinese, lanciata dal re Riccardo alla testa delle armate della Terza crociata. 
Nel dicembre 1191, quest'ultimo mancò d'altronde d'essere fatto prigioniero in un'imboscata tesa in prossimità del forte. Nell'aprile dell'anno seguente, egli sconfisse nel medesimo luogo un'avanguardia ayyûbide, prima di soggiornarvi il 7 e l'8 giugno 1192, nel quadro della sua seconda marcia su Gerusalemme.
Ai termini del trattato del settembre 1192, firmato con Saladino, la fortezza rimase un possesso franco, quando Ascalon fu smantellata e abbandonata dai due belligeranti. La fortezza fu ripresa dai Musulmani nel 1244 in circostanze ignote e fu nuovamente smantellata. Il borgo militare fu in seguito costantemente occupato fino all'espulsione dei suoi abitanti nel 1948.

## Collocazione
Blanche Garde era situata sulla parte sommitale del tell. La vista abbraccia una vasta distesa, permettendo di scorgere, quando le condizioni sono particolarmente buone, Ramla e Latrun a nord, il massiccio giudeo a est, il nord del Negev a sud e la pianura costiera a ovest. Lo stato di rovina molto avanzato del castello non permette di essere precisi riguardo alla forma che esso può prendere. Secondo le vestigia visibili, pare che esso consistesse in un castrum semplice e di modeste dimensioni, fiancheggiato da quattro torri d'angolo. Pare probabile che la sua funzione primaria, vista la sua situazione e il suo nome, fosse quella di avvisare gli altri castelli intorno in caso di allerta.
Solo le fondazioni di due delle torri del castrum affiorano oggi. In effetti l'una di esse era stata trasformata in mausoleo nel XIX secolo. Recenti lavori hanno rivelato l'esistenza di una cava franca, situata a 300 metri al di qua del castello e delle strutture fortificate a nord del tell a una distanza di 50 metri circa dal cuore fortificato. Ciò può lasciar credere che abbia potuto esistere una cinta più larga.